# Der Complex
Der Complex ist das dritte Album der Hip-Hop-Band Schlagzeiln. Es erschien am 26. Oktober 2009. 

## Gestaltung
Das Cover, das zugleich ein ausklappbares Miniposter darstellt, zeigt mehrere Dutzend Roboter, die – ähnlich der Terrakottaarmee – aufgereiht sind. In vieren sind jeweils Köpfe der Bandmitglieder reinprojiziert.

## Texte
Stilistisch ist das Album dem Conscious Rap zuzuordnen, wobei die meisten Texte vordergründig satirisch wirken. Das Intro ist eine Art „gerappte Inhaltsangabe“. Automaten übt Kritik am technischen Fortschritt, der zur Folge habe, dass der Mensch dabei immer weniger zähle. Am Ende ist ein Sample von Roboter der Band Kraftwerk enthalten.
In Deutschland ist ein Athlet wird ersteres personifiziert und die hiesige Leistungsgesellschaft ironisch angeprangert. Bei Zwischen Zeige- und Mittelfinger legen Refpolk und Kobito dar, wie wenig ihnen ihre Umgebung zusagt und in Meister der Attitüde, wie sie ihre depressive, verletzliche Seite hinter einer fröhlichen Fassade verstecken.
Rosen stellt ein ironisches Plädoyer dafür dar, wonach Nazis nicht mit Hass und Gewalt, sondern mit Zuneigung bekämpft werden sollen. Dabei könne ein sachlicher Dialog deren Weltanschauung oftmals widerlegen. 
Am Anfang von Zeckenschwemme ist eine Nachrichtenmeldung zu hören, die angesichts der beginnenden Sommerzeit vor Zecken warnt. Die Rapper bedienen sich im Stück einer Metapher, wonach Linke von Rechten oft abfällig als „Zecken“ bezeichnet werden. Inhaltlich geht es um eine Party, die als „Zeckenschwemme“ bezeichnet wird. Bewegliches Ziel und Deswegen sag ich nichts mehr enthalten Selbstreflexionen, wobei letzteres teilweise Selbstcharakterisierungen von Kobito, Refpolk und Gastrapperin Sookee enthalten.
Hundert Prozent MC ist als einziges Stück des Albums dem Battle-Rap zuzurechnen. In Es könnte schlimmer sein werden Mobbing und Burnout, jedoch ebenso die Relativität der eigenen Probleme thematisiert.

## Rezeption
Rapspot.de verteilte für das Album dreieinhalb von insgesamt vier Punkten und zog folgendes Resümee: „Insgesamt schaffen Schlagzeiln mit „Der Complex“ ein Album, auf dem thematisch für jeden etwas dabei sein dürfte. Sowohl musikalisch als auch textlich handelt es sich um eine Runde Sache, die sich hören lassen kann.“
Auf roter-shop.de wird das Album als „eine wilde, unkontrollierbare HipHop-Mischung aus abwechslungsreichen Beats, grandiosen Texten, Party und Politik, Alltäglichem und Tiefsinnigem. Verdammt tanzbar, mit coolen Samples und einer Menge Herz und Verstand“ und als „perfekte[r] Mix aus Fahrstuhl-Techno und Ostpunk: Pillen vs. Pogo, Sampler vs. Live-Instrumente, Reimbuch vs. Demo-Mob und verkopft vs. verkatert. Immer noch wütend, immer noch hungrig und dabei zynischer und sicherer“ charakterisiert. Zudem wird gelobt, dass die Texte stets Substanz hätten.